# ビリー・ヴォーン

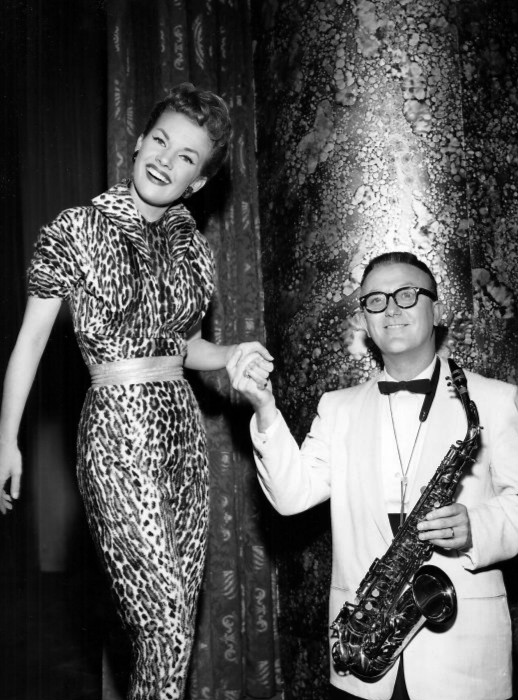
ゲイル・ストームとビリー・ヴォーン、1958年

ビリー・ヴォーン（Billy Vaughn、1919年4月12日 - 1991年9月26日）は、アメリカ合衆国出身の歌手、マルチプレイヤー、指揮者。ポピュラー音楽/イージー・リスニング界で最高峰のヒット・メーカーとして有名だった。

## プロフィール
ケンタッキー州のグラスゴー(Glasgow)生まれ、3歳の時からマンドリンを学び初め、以降も様々な楽器の演奏を習得する。
1954年、テネシー州のドット・レコード(Dot Records)に音楽監督/A&R担当として起用される。同年、自身の楽団を結成。シングル「愛のメロディー (Melody of Love)」をリリースし、ビルボードのシングル・チャートに27週間ランキングされるヒットとなる(最高位は2位)。その後10数年に亘って数々のヒット曲を生み出した。
1991年、カリフォルニア州パロマーにて癌で死去。

## 主なヒット曲
ビリー・ヴォーンは音楽監督/指揮者であり、以下のヒット曲は原則としてカバー曲である。
- 愛のメロディー (Melody of Love)

1954年リリース。ビリー・ヴォーン楽団初のヒット曲。
- シフティンク・ウイスパリング・サンズ (The Shifting Whispering Sands)

1955年9月リリース。全米5位まで上昇。
- ラウンチー(またはローンチー) (Raunchy)

1957年リリース。12月に全米ベスト10入り。
- 浪路はるかに (Sail Along Silvery Moon)

1930年代の曲。1957年リリース、翌1958年に全米5位まで上昇した。
- 星を求めて (Look For A Star)

1960年リリース。イギリス映画「Circus Of Horrors（殺人鬼登場）」（1960年）のテーマ曲のカバー。
- 峠の幌馬車 (Wheels)

1961年リリース。ストリング・ア・ロングスのカバー。B面は Orange Blossom Special。
- スウィンギン・サファリ (A Swingin' Safari)

1962年リリース。全米13位まで上昇。